# 卡利甘傑烏帕齊拉 (薩德基拉縣)
卡利甘傑是孟加拉國的一個烏帕齊拉，位於庫爾納專區的薩德基拉縣。

## 地理
卡利甘傑烏帕齊拉北鄰德巴塔烏帕齊拉、阿薩蘇尼烏帕齊拉，東接阿薩蘇尼烏帕齊拉，南部毗鄰希亞姆納加爾烏帕齊拉、印度北24區縣，西部接壤印度。

## 人口
據1991年孟加拉國人口普查，卡利甘傑烏帕齊拉共有人口225596人，其中男性佔比50.7%，女性49.3%；成年人口115458人。該地7歲以上人口之平均識字率為32.3%，略低於全國平均值（32.4%）。